# Constantin Beyer (Chronist)
Caspar Constantin Beyer (* 19. November 1761 in Erfurt; † 16. August 1829 ebenda) war Chronist, Buchhändler und Tagebuchschreiber in Erfurt.

## Biografie
Beyer war Sohn eines Erfurter Holzhändlers. Von 1775 bis 1779 besuchte er das Erfurter Ratsgymnasiums in Erfurt und begann danach sein Jurastudium in Erfurt und Leipzig. Im Jahre 1776 gründete er eine Buchhandlung und Leihbibliothek in Erfurt. Einen akademischen Grad hatte er weder in Erfurt noch in Leipzig erlangt. Von 1791 bis 1803 fungierte er außerdem als Stadtvogt und Ratsmitglied in Erfurt. Außerdem betätigte Beyer sich als Maler, Zeichner und Karikaturist. Im Jahre 1801 übernahm er in Erfurt die Vollmer'sche Buchhandlung in Erfurt zusammen mit seinem Freund Maring. Sie trennten sich Anfang der 1820er Jahre.
Er gilt als letzter Erfurter Stadtchronist. Seine letzte Tagebucheintragung machte der kränkelnde Chronist am 1. Januar 1829. Seine Chronik Erfurts gilt als „unerschöpfliche Quelle“ für Historiker und Heimatforscher. Er konnte diese nicht mehr vollenden. Manuskripte der Fortsetzung blieben ungedruckt. Beyer gehörte zum sog. Dalberger Kreis. Im Haus seiner Eltern war 1791 Friedrich Schiller zu Gast, wo er dann auch seine Bekanntschaft machte.

## Werke
- Neue Chronik von Erfurt oder Erzählung all dessen, was sich vom Jahre 1736–1815 in Erfurt Denkwürdiges ereignete, Erfurt 1821. (Neuauflage 1823)
- Anton Listemann, der unglückliche Gefangene im Karthäuserkloster zu Erfurt, Erfurt 1830.